# Charles Mincé du Fontbaré
Marie Joseph Eugène Charles Mincé du Fontbaré de Fumal (Hermalle-sous-Huy, 18 december 1856 - Fumal, 28 maart 1927) was een Belgisch senator en burgemeester.

## Biografie

### Familie
Zijn voorvader Jacques Mincé du Fontbaré werd in 1723 in de adel bevestigd. De grootvader van Charles, Florent Mincé du Fontbaré (1754-1847), burgemeester van Fumal, verkreeg adelserkenning in 1816, ten tijde van het Verenigd Koninkrijk der Nederlanden, met de bij eerstgeboorte overdraagbare titel van baron. Zijn andere grootvader, Charles de Potesta, was burgemeester van Engis.
Charles was de jongste en de enige overlevende zoon van baron Gustave Mincé du Fontbaré (1829-1900) en Virginie de Potesta (1830-1907). Hij trouwde met Eléonore de Cesve (1863-1933), dochter van baron Auguste de Cesve en burggravin Léonie de Nieulant et de Pottelsberghe, en kleindochter van baron Théophile de Cesve. Ze kregen vier kinderen. Hij voegde 'de Fumal' aan zijn naam toe en dit werd in de akten van burgerlijke stand overgenomen, vanaf zijn huwelijk in 1884.
Hij was een oom van ridder Henry de Menten de Horne.

### Loopbaan
Van 1893 tot 1896 was Mincé du Fontbaré provincieraadslid van Luik. In juli 1896 werd hij verkozen tot volksvertegenwoordiger voor het arrondissement Philippeville; dit bleef hij tot 1900. In 1900 werd hij gemeenteraadslid en burgemeester van Fumal, in opvolging van zijn vader.
In 1907 werd hij katholiek provinciaal senator voor Namen. Hij vervulde dit mandaat tot hij op 27 februari 1914 senator werd voor het arrondissement Namen en dit mandaat uitoefende tot in 1919.